# Šizuo Mijama
Šizuo Mijama (japonsko 深山 静夫), japonski nogometaš, Hirošima, Japonska.
Za japonsko reprezentanco je odigral dve uradni tekmi.